# ملكية فكرية

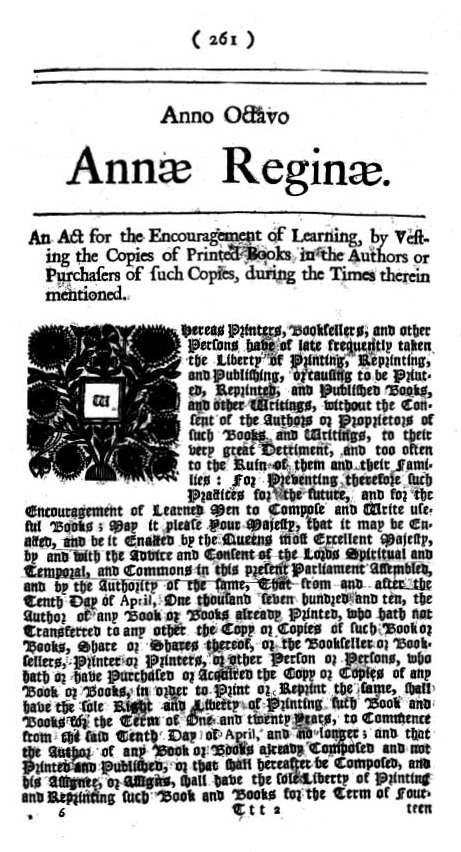

الملكية الفكرية هي فئة من الممتلكات التي تتضمن الإبداعات غير الملموسة للعقل البشري. تعترف بعض الدول بالعديد من أنواع الملكية الفكرية أكثر من غيرها. الأنواع الأكثر شهرة هي حقوق النشر، وبراءات الاختراع، والعلامات التجارية، والأسرار التجارية. وُجدت السلائف المبكرة لبعض أنواع الملكية الفكرية في بعض المجتمعات مثل روما القديمة، لكن المفهوم الحديث للملكية الفكرية تطور في إنجلترا في القرنين السابع عشر والثامن عشر. بدأ استخدام مصطلح «الملكية الفكرية» في القرن التاسع عشر، على الرغم من أن الملكية الفكرية لم تصبح شائعة في غالبية النظم القانونية في العالم حتى نهاية القرن العشرين.
الغرض الرئيسي من قانون الملكية الفكرية هو تشجيع إنشاء مجموعة واسعة من السلع الفكرية. من أجل تحقيق ذلك، يمنح القانون حقوق ملكية الأفراد والشركات للمعلومات والسلع الفكرية التي ينشئونها، والتي تكون عادةً لفترة زمنية محدودة. يعطي هذا حافزًا اقتصاديًا من أجل إنشائها، بسبب إتاحته الاستفادة من المعلومات والسلع الفكرية لمن أنشأها. من المتوقع أن تحفز هذه الحوافز الاقتصادية الابتكار وتسهم في التقدم التكنولوجي للبلدان الذي يعتمد على مدى الحماية الممنوحة للمبتكرين.
تواجه الطبيعة غير الملموسة للملكية الفكرية صعوبات في حمايتها عند المقارنة بالملكية التقليدية مثل الأرض أو البضائع. على عكس الملكية التقليدية، فإن الملكية الفكرية «غير قابلة للتجزئة»، إذ يمكن لعدد غير محدود من الأشخاص «استهلاك» السلعة الفكرية دون استنزافها. بالإضافة إلى ذلك، تعاني الاستثمارات في السلع الفكرية من مشاكل الاستيلاء: يمكن لمالك الأرض أن يحيط أرضه بسياج قوي بالإضافة إلى توظيف حراس مسلحين من أجل حمايتها، لكن منتج المعلومات أو الأدب لا يمكنه عادةً فعل الكثير من أجل منع المشتري الأول من نسخها وبيعها بسعر أقل. إن الموازنة بين الحقوق لتكون قوية بما يكفي من أجل تشجيع إنشاء السلع الفكرية ولكن غير قوية لدرجة منع الاستخدام الواسع للبضائع هي محور التركيز الأساسي لقانون الملكية الفكرية الحديث.

## نبذة تاريخية
يُنظر إلى قانون الاحتكارات (1624) والنظام الأساسي البريطاني في موقعة آن (1710) على أنهما أصل قانون براءات الاختراع وحقوق التأليف والنشر على التوالي، ما يرسخ مفهوم الملكية الفكرية بحزم.
كان مصطلح «الملكية الأدبية» المصطلح المستخدم غالبًا في المناقشات القانونية البريطانية في ستينيات القرن التاسع عشر وسبعينياته حول مدى تمتع مؤلفي المصنفات وناشريها بحقوق مستمدة من القانون العام للملكية (ميلر مقابل تايلور (1769)، هنتون مقابل دونالدسون (1773)، دونالدسون مقابل بيكيت (1774)). يعود أول استخدام معروف لمصطلح الملكية الفكرية إلى ذلك الوقت، عندما استخدمت مقالة نُشرت في مجلة المراجعة الشهرية في عام 1769 هذه العبارة. يعود أول مثال واضح للاستخدام الحديث إلى عام 1808، عندما استُخدم عنوانًا في مجموعة من المقالات.
استُخدم المكافئ الألماني مع تأسيس الاتحاد الشمالي الألماني الذي منح دستوره سلطة تشريعية على حماية الملكية الفكرية للاتحاد. عندما اندمجت الأمانتان الإداريتان اللتان أنشأتهما اتفاقية باريس (1883) واتفاقية برن (1886) في عام 1893، كان مقرّهما في برن، واعتمدتا أيضًا مصطلح الملكية الفكرية في عنوانهما المشترك الجديد، المكتبان الدوليان المتحدان من أجل حماية ملكية الممتلكات الفكرية.

انتقلت المنظمة لاحقًا إلى جنيف في عام 1960، ونجحت في عام 1967 بتأسيس المنظمة العالمية للملكية الفكرية (ويبو) بموجب معاهدة بصفتها وكالة تابعة للأمم المتحدة. وفقًا للباحث القانوني مارك ليملي، ففي هذه المرحلة فقط بدأ استخدام المصطلح بالفعل في الولايات المتحدة (التي لم تكن طرفًا في اتفاقية برن)، ولم يدخل الاستخدام الشائع هناك حتى إقرار قانون «بايه دول» في عام 1980.
«لا يبدأ تاريخ براءات الاختراع بالاختراعات، بل بالتبرعات الملكية التي قدمتها الملكة إليزابيث الأولى (1558-1603) للامتيازات الاحتكارية... ومع ذلك، بعد 200 عام تقريبًا من نهاية عهد إليزابيث، أصبحت البراءة تمثل حقًا قانونيًا يحصل عليه المخترع يوفر سيطرة حصرية على إنتاج اختراعه الميكانيكي أو العلمي وبيعه... [ما يدل على[ تطور براءات الاختراع من الامتياز الملكي إلى مبدأ القانون العام».
يمكن العثور على المصطلح في حكم محكمة ماساتشوستس في أكتوبر 1845 في قضية براءة الاختراع دافول وآخرون مقابل براون، التي كتب فيها القاضي تشارلز ل. وودبري أنه «بهذه الطريقة فقط يمكننا حماية الملكية الفكرية، فإن أذهان العقل والإنتاج والمصالح هي ملك للرجل... مثل القمح الذي يزرعه، أو القطعان التي يرعاها». يعود التصريح «الاكتشافات هي.. ملكية» إلى وقت مبكر. ينص القسم 1 من القانون الفرنسي لعام 1791 على أن «جميع الاكتشافات الجديدة هي ملك للمؤلف؛ ومن أجل ضمان طمأنة المخترع والتمتع المؤقت باكتشافه، تُسلَّم له براءة اختراع لمدة خمس أو عشر أو خمس عشرة سنة». في أوروبا، ذكر المؤلف الفرنسي إيه. نيون الملكية الفكرية في حقوقه المدنية للمؤلفين والفنانين والمخترعين، التي نُشرت في عام 1846.
حتى وقت قريب، كان الغرض من قانون الملكية الفكرية هو توفير أقل قدر ممكن من الحماية من أجل تشجيع الابتكار. ومن الناحية التاريخية، لم تُمنح إلا عندما كان ذلك ضروريًا من أجل تشجيع الاختراعات، وكانت محدودة في الوقت والنطاق. يرجع ذلك أساسًا إلى المعرفة التي يُنظر إليها تقليديًا على أنها مصلحة عامة، من أجل السماح بنشرها وتحسينها على نطاق واسع.
يمكن تقفي أصل المفهوم تاريخيًا إلى فترات أقدم من ذلك. إذ تضم الهالاخاه (الشريعة اليهودية) عدة اعتبارات تشبه لوازِمُها تلك المتعلقة بقوانين الملكية الفكرية المعاصرة، على الرغم من غياب فكرة الإبداع الفكري باعتباره ملكية بحد ذاتها –ومن أشهر الأمثلة يُذكر قانون هاساغات غيفول (المنافسة غير العادلة) الذي استُخدم في القرن السادس عشر لتبرير حقوق الملكية للناشر (وليس للمؤلف) على المدى القصير فحسب. في العام 500 قبل الميلاد، عرضت حكومة ولاية سيباريس الإغريقية منْح براءة اختراع لمدة عام واحد «لأيّ شخص يكتشف أي ممارسة جديدة في مجال الرفاهية».
ووفقًا لما ذكره جان-فريديريك موران، «يشهد نظام الملكية الفكرية العالمي حاليًا تحولًا نمطيًا». ومصداق ذلك، حتى أوائل العقد الأول من القرن الواحد والعشرين، كان نظام الملكية الفكرية العالمي محكومًا بغالبه بمستويات رفيعة من معايير الحماية التي تعكس روح قوانين الملكية الفكرية في أوروبا أو الولايات المتحدة، مع رؤية تدعم التطبيق الموحد لهذه المعايير على جميع البلدان، وفي شتى الميادين، دون كثير اعتبارٍ للقيم الاجتماعية، أو الثقافية، أو البيئية، أو للمستوى المحلي للتنمية الاقتصادية. يرى موران أن «الخطاب الناشئ لنظام الملكية الفكرية العالمي يدعو إلى تبنّي مزيدٍ من المرونة في السياسة، وزيادة فرص إتاحة الوصول إلى المعرفة، لا سيما في سياق البلدان النامية». في حقيقة الأمر، في العام 2007 اعتمدت المنظمة العالمية للملكية الفكرية أجندة التنمية، وهي مجموعة تضم 45 توصية لتكييف نشاطات المنظمة العالمية للملكية الفكرية مع الاحتياجات المحددة للبلدان النامية، وتهدف إلى الحد من التجاوزات، وخصوصًا ما يتعلق منها بمسائل إتاحة الأدوية للمرضى، ووصول مستخدمي الإنترنت إلى المعلومات، وإتاحة البذور للمزارعين، ووصول المبرمجين إلى النص المصدري، ووصول الطلاب إلى المقالات العلمية. وبالرغم من ذلك، فإن نتائج هذا التحول في النموذج النمطي لم تظهر بعد في إصلاحات قانونية ملموسة على المستوى الدولي.
وبصورة مشابهة، انطلاقًا من الأسباب المذكورة آنفًا فإن قضايا حقوق الملكية الفكرية المتعلقة بالتجارة تشرط على أعضاء منظمة التجارة العالمية وضع الحد الأدنى من المعايير للحماية القانونية، ولكن هدفها المتمثل في تطبيق قانون حماية «واحد يصلح للجميع» للملكية الفكرية قد لقي انتقادات فيما يتعلق بالاختلافات في مستوى التنمية في البلدان. وعلى الرغم من الخلافات، فقد استدمجت الاتفاقية حقوقَ الملكية الفكرية في نظام التجارة العالمي لأول مرة في العام 1995 على نطاق واسع، وبقيت سارية باعتبارها الاتفاقية الدولية الأكثر شمولًا.

## حقوق النشر
تمنح حقوق النشر صانعَ المحتوى الأصلي الحقوق الحصرية لعمله، ويسري ذلك لفترة محدودة. قد تنطبق حقوق النشر على طيف واسع من الأشكال أو «الأعمال» الإبداعية، والفكرية، والفنية. لا تشمل حقوق النشر الأفكار والمعلومات بذاتها، إنما الهيئة أو الشكل الذي يعبر عنها.

### حقوق التصميم الصناعي
حقوق التصميم الصناعي (يُسمى أحيانًا «حق التصميم» أو براءة اختراع التصميم)، هي ما يحفظ حقوق التصميم المرئي للمنتَجات التي قد لا تكون نافعة بشكل بحت. يضم التصميم الصناعي عملية خلق الشكل، أو الهيئة، أو تركيبة النمط أو مزيج الألوان، أو الخلط بين النمط والألوان في شكل ثلاثي الأبعاد ذي قيمة جمالية.
قد يكون التصميم الصناعي نموذجًا ثنائي الأبعاد أو ثلاثي الأبعاد يُستخدم لصنع منتَج، أو سلعة أساسية صناعية، أو حرفة يدوية. بالمُجمل، فالتصميم الصناعي هو ما يمنح المنتَج جاذبيته، وتبعًا لذلك، فإنه يرفع من القيمة التجارية للبضاعة.

### ضروب النباتات
حقوق مربّي النباتات أو حقوق الضروب النباتية، هي حقوق الاستخدام التجاري لضرب جديد من النبات. من جملة العوامل التي يجب توفّرها، ينبغي أن يكون الضرب جديدًا ومميزًا ليستحق التسجيل والبتّ في تقييم مواد تكاثُر الضرب النباتي.

### العلامات التجارية
تُشير العلامة التجارية إلى العلامة، أو التصميم، أو التعبير المميّز لمنتجات أو خدمات تاجر معين، وهو ما يميّزها عن المنتجات أو الخدمات المماثلة للتجار الآخرين.

### اللباس التجاري
اللباس التجاري، هو مصطلح قانوني خاص يشير على العموم إلى خصائص المظهر المرئي والجمالي للمنتج أو تغليفه (وقد يشمل حتى تصميم المبنى) والتي تدل جميعها المستهلكين على مصدر المنتَج.

### أسرار المهنة
يُشير سر المهنة إلى صيغة، أو ممارسة، أو عملية، أو تصميم، أو أداة، أو نمط، أو مجموعة معلومات غير معروفة على نطاق واسع أو يصعب التأكد منها بصورة معقولة، والتي تمكّن الأعمال التجارية من الانفراد بميزة اقتصادية يتفوقون بها على المنافسين والعملاء. ليس ثمة حماية حكومية رسمية تشمل سر المهنة؛ وهكذا ينبغي على كل شركة تجارية اتباع إجراءات خاصة لحماية أسرارها التجارية (على سبيل المثال، تُعتبر تركيبة مشروبات كوكاكولا الغازية سرًا تجاريًا للشركة).

## الباعث والمبررات
يتمثل الهدف الرئيسي من قانون الملكية الفكرية في التحفيز على ابتداع مجموعة متنوعة من الممتلكات الفكرية للمستهلكين. ولتحقيق ذلك الهدف، يمنح القانون الأفراد والشركات حقوق ملكية المعلومات والممتلكات الفكرية التي يبتكرونها، وعادة ما يكون ذلك لفترة محدودة. ونظرًا لإمكانية الاستفادة منها بعد ذلك، يُسفر عن ذلك حافزٌ اقتصادي لإبداعها. تشكّل الطبيعة المجرّدة للملكية الفكرية صعوبات عند مقارنتها بالممتلكات التقليدية كالأرض أو السلع. وعلى العكس من الممتلكات التقليدية، فإن الملكية الفكرية غير قابلة للقسمة –إذ يمكن لعدد غير محدود من الناس أن «يستهلكوا» سلعةً فكرية ما دون أن يؤدي ذلك إلى نفادها. وعلاوة على ذلك، فالاستثمارات في السلع الفكرية تعاني من مشاكل التملّك بوضع اليد. فمالك الأرض يمكنه أن يحيطها بسورٍ قوي ويوظف حراس مسلحين لحمايتها، إنما مبتكِر المعلومات أو السلعة الفكرية ليس بإمكانه عادةً القيام بالكثير لمنْع المشتري الأول من نسخها وبيعها بسعر أقل. ينصب تركيز قوانين الملكية الفردية المعاصرة على خلق حالةِ موازَنة للحقوق بحيث تكون صارمةً لدرجةٍ تشجّع على ابتكار المعلومات والممتلكات الفكرية، وفي نفس الوقت لا تقف عقبةً أمام استخدامها على نطاق واسع. 
عبر تبادل الحقوق الحصرية المحدودة للكشف عن الاختراعات والأعمال الإبداعية، ثمة منفعة متبادلة بين كلّ مِن المجتمع وصاحب براءة الاختراع/حقوق الطبع والنشر، وينشأ حافز للمخترعين والمؤلفين لابتكار أعمال إبداعية والكشف عنها. وأشار بعض المراقبين إلى أن هدف مشرّعي قوانين الملكية الفكرية وأولئك الذين يدعمون تطبيقها يتمثل في «الحماية المطلقة».

## وصلات خارجية
- بوابة حقوق الملكية الفكرية
- المنظمة العالمية للملكية الفكرية
- للمجمع العربي للملكية الفكرية
- المركز المصري للملكية الفكرية وتكنولوجيا المعلومات